# هان دونغ-جين
هان دونغ-جين (هانغل: 한동진) هو لاعب كرة قدم كوري جنوبي في مركز حراسة المرمى، ولد في 25 أغسطس 1979 في مدينة وونجو في كوريا الجنوبية. شارك مع منتخب كوريا الجنوبية تحت 20 سنة لكرة القدم. أما مع النوادي، فقد لعب مع جيجو يونايتد.

## وصلات خارجية
- هان دونغ-جين على موقع دوري كوريا الجنوبية (الإنجليزية)
- هان دونغ-جين على موقع قاعدة بيانات كرة القدم.إي يو (الإنجليزية)
- هان دونغ-جين على موقع Soccerway.com (الإنجليزية)